# Nudo hercúleo
Los antiguos romanos daban el nombre de nudo hercúleo al nudo de la cintura o ceñidor de la esposa recién casada que solo el marido tenía derecho de desatar o escurrir cuando ésta se desnudaba para tumbarse en el lecho nupcial. 
En el acto en que lo desataba el marido debía invocar a la diosa Juno y rogarle que su matrimonio fuera tan fecundo como lo fue el de Hércules. Esta costumbre de invocar a Juno solo se conservó durante los primeros tiempos de la República.
No se describe el nudo como tal.